# 守田学哉
守田 学哉（もりた がくや、1924年4月25日 - ）は日本の男性俳優。旧芸名は守田 学（もりた まなぶ）

## 人物
1950年代から1970年代にかけて大映の映画で活躍した常連俳優の一人。
ノンクレジットを含めて100本以上の作品に出演し、特にアクの強い脇役や端役を数多く演じて印象を残した。

## 出演作品

### 映画
- 虹男（1949年、大映） - 刑事
- にっぽん製（1953年、大映） - 審判
- 母の湖（1953年、大映）
- 浅草の夜（1954年、大映）
- 講道館四天王（1955年、大映）
- 弾痕街（1955年、大映）
- 月の紘道館（1956年、大映） - 高田
- 惚れるな弥ン八（1956年、大映） - 源的
- リンゴ村から（1956年、大映） - 与太者A
- 銀河の都（1957年、大映） - ピス勘
- 残月講道館（1957年、大映） - 犬神矢助
- 永すぎた春（1957年、大映） - 中座
- 妻こそわが命（1957年、大映） - 中島
- 冥土の顔役（1957年、大映）
- 春高樓の花の宴（1958年、大映） - 駒吉
- 母（1958年、大映） - 富岡
- 氷壁（1958年、大映） - 松枝
- 野火（1959年、大映） - 衛兵A
- 電話は夕方に鳴る（1959年、大映）
- 貴族の階段（1959年、大映）運転手
- 総会屋錦城 勝負師とその娘（1959年、大映） - 近所の男
- 闇を横切れ（1959年、大映） - 殺し屋
- 逆転の王妃（1960年、大映） - 衛兵
- 弾痕街の友情（1960年、大映）
- からっ風野郎（1960年、大映） - 「カナリア」マスター
- 痴人の愛（1960年、大映） - 佐藤
- 三人の顔役（1960年、大映）
- 足にさわった女（1960年、大映） - 買う男C
- 偽大学生（1960年、大映） - 刑事B
- うるさい妹たち（1961年、大映） - ボーイ
- 五人の突撃隊（1961年、大映）
- 東京おにぎり娘（1961年、大映）
- 泥だらけの拳銃（1961年、大映）
- 座頭市物語（1962年、大映） - 飯岡乾分清助
- スーダラ節 わかっちゃいるけどやめられねぇ（1962年、大映）
- 黒の試走車（1962年、大映） - 企画第4課長
- 秦・始皇帝（1962年、大映） - 将軍
- 女の一生（1962年、大映） - 陸軍少佐
- 第三の影武者（1963年、大映）
- わたしを深く埋めて（1963年、大映）
- ぐれん隊純情派（1963年、大映） - 刑事
- 巨人 大隈重信（1964年、大映） - 藤田一郎
- 黒の超特急（1964年、大映） - 刑事
- 駿河遊侠伝 賭場荒し（1964年、大映）
- 犯罪教室（1964年、大映）
- 忍びの者 続・霧隠才蔵（1965年、大映）
- 眠狂四郎炎情剣（1965年、大映）
- 夜の勲章（1965年、日活）
- 若親分出獄（1965年、大映）
- 鉄砲犬（1965年、大映）
- 悪名桜（1966年、大映） - 政
- 若親分乗り込む（1966年、大映）
- 陸軍中野学校（1966年、大映） - 連隊区司令部係官
- 続・鉄砲犬（1966年、大映）
- 座頭市海を渡る（1966年、大映） - 新造
- 大魔神逆襲（1966年、大映） - 黒木東馬
- 陸軍中野学校 竜三号指令（1967年、大映）
- 兵隊やくざ 殴り込み（1967年、大映）
- 若親分を消せ（1967年、大映）
- 座頭市 牢破り（1967年、勝プロ＝大映）
- 悪名十八番（1968年、大映）
- ひとり狼（1968年、大映）
- 続やくざ坊主（1968年、大映）
- 手錠無用（1969年、大映） - 生首政
- 笹笛お紋（1969年、大映）
- 極道釜ヶ崎に帰る（1970年、東映） - 五十嵐
- 極悪坊主 念仏三段斬り（1970年、東映） - 伊豆伝吉
- シルクハットの大親分 ちょび髭の熊（1970年、東映） - 横川益蔵
- 極悪坊主 飲む・打つ・買う（1971年、東映） - サソリ松
- 子連れ狼 冥府魔道（1973年、東宝） - 堂川三郎兵衛
- 子連れ狼 地獄へ行くぞ!大五郎（1974年、東宝） - 今西采女
- 新仁義なき戦い（1974年、東映） - 海津組幹部・天野秀造
- 極道VSまむし（1974年、東映）
- 逆襲! 殺人拳（1974年、東映）
- 強盗放火殺人囚（1975年、東映）
- 愉快な極道（1976年、東映） - 森山恵三
- 炎のごとく（1981年、東宝） - 幸吉
- 青春の門（1981年、東映） - 炭鉱主A
- 人生劇場（1983年、東映） - 由造

### テレビドラマ
- ザ・ガードマン 東京警備指令（TBS）
  - 第1話「黒い猫」（1965年4月9日）
  - 第7話「狂った獣」（1965年5月21日）
  - 第22話「地上21階の襲撃」（1965年9月3日）
  - 第100話「氷の海から来た女」（1967年）
  - 第101話「北海の大金塊」（1967年）
- 三匹の侍 第4シリーズ 第2話「血闘」（1966年、CX）
- 俺は用心棒 第4シリーズ 第23話「亡き父の怒り」（1969年、NET）
- 大岡越前 第1部（1970年、TBS）
  - 第11話「呑舟先生はどこだ」 - 同心・彦六
  - 第24話「蛇の目傘の女」
- 青春太閤記 いまにみておれ!（1970年、NTV） - 遠藤喜右衛門
- 五社英雄アワー / 雪之丞変化（1970年、CX） - 利七
- 新三匹の侍（1970年、CX）
  - 第4話「血しぶき賽の河原」 - 代貸佐七
  - 第9話「巡礼女の唄が聞える」 - 稲荷徳
- 遠山の金さん捕物帳（NET）
  - 第16話「それを知った女」（1970年） - 仙石外記
  - 第19話「地獄を売る男」（1970年） - 浪人黒川
  - 第88話「月夜に浮かぶ男」（1972年） - 源造
- 千葉周作 剣道まっしぐら 第9話「勝負とは‥‥？」（1970年、TBS）- 梶原兵部
- さむらい飛脚 第3話「身がわり街道」（1971年、NET）
- プレイガール 第134話「東京が駄目なら京都の恋で」（1971年、12ch）
- 世なおし奉行 第5話「人別帳秘話」（1972年、NET）
- 木枯し紋次郎 第2部 第11話「駈入寺に道は果てた」（1973年、CX）
- 紫頭巾 第14話「火事と喧嘩と恋と」（1972年、12ch）
- 長谷川伸シリーズ / 頼まれ多九蔵（1972年12月20日、NET）
- 唖侍鬼一法眼 第2話「くちなしの子守唄」（1973年、NTV） - 都築兵九郎
- 江戸を斬る 梓右近隠密帳 第1シリーズ 第25話「反乱前夜」（1973年、TBS）
- いただき勘兵衛旅を行く 第10話「埋蔵金は夢だとさ」（1973年、NET） - 村越
- ご存知遠山の金さん 第49話「島帰りの拾いもの」（1973年、NET）
- 地獄の辰捕物控 第24話「ご赦免船に花が散った」（1973年、NET）
- 素浪人 天下太平 第9話「山の彼方の悪を断つ」（1973年、NET） - 氏原左門
- 隼人が来る 第18話「謎の御用金」（1973年、CX）
- 銭形平次（CX）
  - 第393話「はみだし長兵衛」（1973年） - 繁蔵
  - 第424話「苦い水」（1974年） - 角兵衛
  - 第438話「大江戸二十四時」（1974年） - 梵天の九郎次
  - 第552話「包丁がらす」（1976年） - 駒場九十郎
  - 第585話「船宿の女たち」（1977年） - 徳造
  - 第622話「おやじ」（1978年） - 長後屋
- 破れ傘刀舟悪人狩り 第31話「仇討ち馬子唄」（1975年、NET）
- 剣と風と子守唄 第5話「喰われた献上馬」（1975年、NTV） - 大滝十蔵
- 賞金稼ぎ（1975年、NET）
  - 第2話「皆殺しのバラード」 - 伊助
  - 第4話「ハイエナの街道」 - 小日向軍十郎
  - 第20話「ゴールドハンターを撃て」 - 山彦の藤兵衛
- 痛快!河内山宗俊 第20話「おれとあいつの忘れがたみ」（1975年、CX） - 代貸
- 宮本武蔵（1975年、KTV）
- 大江戸捜査網 第77話「明日なき逃亡」（1975年、12ch）
- 遠山の金さん 第28話「折鶴の謎を追え!!」（1975年、ABC）
- 江戸を斬る（TBS） 
  - 江戸を斬るII 第19話「桜吹雪が闇に舞う」（1975年） - 彫久
  - 江戸を斬るIII 第13話「金四郎の結婚」（1977年） - 大八
- 必殺シリーズ（ABC）
  - 必殺仕掛人
    - 第18話「夢を買います恨も買います」（1972年） - 鉄幹 ※EDクレジットでは森田学哉と表記
    - 第24話「地獄へ送れ狂った血」（1973年） - 和尚

  - 助け人走る 第9話「悲願大勝負」（1973年） - 寺社奉行・市岡佐渡
  - 必殺仕置人（1973年）
    - 第13話「悪いやつほどよく見える」 - 永井甚内
    - 第24話「疑う愛に迫る魔手」 - 普請方組頭・高島主馬

  - 暗闇仕留人 第5話「追われて候」（1974年） - 武松
- お耳役秘帳 第21話「悪女・風の中」（1976年、CX） - 仙石屋喜兵ヱ
- 桃太郎侍 第6話「お鶴が渡る隅田川」（1976年、NTV） - 亀吉 ※高橋英樹版
- 水戸黄門（TBS）
  - 第3部 第22話「消えた姫君・下関」（1971年） - 黒沼源兵衛　
  - 第6部 第12話「宍道湖慕情・松江」（1975年） - 山部の配下
  - 第8部 第21話「黄門さまも人の親・高松」（1977年） - 弥兵衛
- ゴールデンドラマシリーズ / 飢餓海峡 第1話、第2話（1978年、CX）※第1話のEDクレジットは森田学哉と表記
- 新・座頭市（CX） 
  - 第2シリーズ 第10話「冬の海」（1978年） - 関の光蔵
  - 第3シリーズ 第20話「祭りばやしに風車」（1979年） - 仙三
- 頓珍館おやじ（1980年、ABC） - 辰五郎
- 土曜ワイド劇場
  - 死刑執行五分前・息子は犯人じゃない!（1981年3月21日、ABC） - 検事
- 火曜サスペンス劇場
  - 父と子の炎（1981年10月27日、NTV）
- 時代劇スペシャルシリーズ（CX）
  - 怪傑黒頭巾（1981年12月4日） - 与太五郎
  - 怪盗鼠小僧といれずみ判官（1981年4月24日） - 大目付 矢田 ※EDクレジットでは森田学哉と表記
  - 新・御金蔵破り（1982年3月19日） - 老中備中守
  - 御金蔵破り「家康の首」（1983年1月14日） - 老中備中守
  - 御金蔵破り「佐渡の金山を狙え!!」（1983年5月27日） - 音羽の辰三
- 月曜ドラマランド / 豆姫さま漫遊紀（1984年9月17日、CX）
- ザ・ハングマン 第4シリーズ 第21話「美人秘書の（秘）情報が連続殺人を生む!」（1985年、ABC）